# Абрамув (Білгорайський повіт)
Абрамув (пол. Abramów) — село в Польщі, у гміні Горай Білґорайського повіту Люблінського воєводства.
Населення — 144 особи (2011).
У 1975-1998 роках село належало до Замойського воєводства.

## Демографія
Демографічна структура станом на 31 березня 2011 року:
|          | Загалом | Допрацездатний вік | Працездатний вік | Постпрацездатний вік |
| -------- | ------- | ------------------ | ---------------- | -------------------- |
| Чоловіки | 79      | 16                 | 48               | 15                   |
| Жінки    | 65      | 8                  | 35               | 22                   |
| Разом    | 144     | 24                 | 83               | 37                   |